# Surtainville
Surtainville és un municipi francès situat al departament de la Manche i a la regió de Normandia. L'any 2007 tenia 1.240 habitants.

## Demografia

### Població
El 2007 la població de fet de Surtainville era de 1.240 persones. Hi havia 489 famílies de les quals 123 eren unipersonals (55 homes vivint sols i 68 dones vivint soles), 183 parelles sense fills, 166 parelles amb fills i 17 famílies monoparentals amb fills.
La població ha evolucionat segons el següent gràfic:
Habitants censats

### Habitatges
El 2007 hi havia 769 habitatges, 500 eren l'habitatge principal de la família, 252 eren segones residències i 17 estaven desocupats. 693 eren cases i 30 eren apartaments. Dels 500 habitatges principals, 389 estaven ocupats pels seus propietaris, 99 estaven llogats i ocupats pels llogaters i 13 estaven cedits a títol gratuït; 5 tenien una cambra, 29 en tenien dues, 93 en tenien tres, 130 en tenien quatre i 243 en tenien cinc o més. 406 habitatges disposaven pel capbaix d'una plaça de pàrquing. A 229 habitatges hi havia un automòbil i a 225 n'hi havia dos o més.

### Piràmide de població
La piràmide de població per edats i sexe el 2009 era:
| Homes | Edats   | Dones |
| ----- | ------- | ----- |
| 0     | 95 o +  | 0     |
| 0     | 90 a 94 | 0     |
| 8     | 85 a 89 | 12    |
| 4     | 80 a 84 | 12    |
| 8     | 75 a 79 | 16    |
| 16    | 70 a 74 | 8     |
| 60    | 65 a 69 | 24    |
| 28    | 60 a 64 | 24    |
| 4     | 55 a 59 | 28    |
| 40    | 50 a 54 | 20    |
| 36    | 45 a 49 | 36    |
| 52    | 40 a 44 | 52    |
| 52    | 35 a 39 | 40    |
| 32    | 30 a 34 | 28    |
| 28    | 25 a 29 | 16    |
| 24    | 20 a 24 | 28    |
| 48    | 15 a 19 | 32    |
| 52    | 10 a 14 | 44    |
| 56    | 5 a 9   | 40    |
| 28    | 0 a 4   | 24    |

## Economia
El 2007 la població en edat de treballar era de 785 persones, 537 eren actives i 248 eren inactives. De les 537 persones actives 468 estaven ocupades (278 homes i 190 dones) i 69 estaven aturades (29 homes i 40 dones). De les 248 persones inactives 100 estaven jubilades, 67 estaven estudiant i 81 estaven classificades com a «altres inactius».

### Ingressos
El 2009 a Surtainville hi havia 493 unitats fiscals que integraven 1.199,5 persones, la mediana anual d'ingressos fiscals per persona era de 15.730 €.

### Activitats econòmiques
Dels 26 establiments que hi havia el 2007, 3 eren d'empreses alimentàries, 6 d'empreses de construcció, 4 d'empreses de comerç i reparació d'automòbils, 2 d'empreses de transport, 2 d'empreses d'hostatgeria i restauració, 3 d'empreses immobiliàries, 3 d'empreses de serveis, 1 d'una entitat de l'administració pública i 2 d'empreses classificades com a «altres activitats de serveis».
Dels 7 establiments de servei als particulars que hi havia el 2009, 3 eren fusteries, 1 lampisteria, 2 electricistes i 1 restaurant.
Dels 3 establiments comercials que hi havia el 2009, 1 era una botiga de més de 120 m², 1 una botiga de menys de 120 m² i 1 una fleca.
L'any 2000 a Surtainville hi havia 38 explotacions agrícoles que ocupaven un total de 806 hectàrees.

## Equipaments sanitaris i escolars
El 2009 hi havia una escola elemental.

## Poblacions més properes
El següent diagrama mostra les poblacions més properes.